# Marsall
Marsall vagy tábornagy, több egykori és mai hadsereg (brit, jugoszláv, francia, német, szovjet, orosz, kínai haderő) legmagasabb rendfokozata. Az elnevezés a frank királyok idejéből ered. A marsecallus (marescalci) az ő főlovászmesterük volt. Minthogy a lovasság fontos szerepet töltött be a középkori hadseregekben, a marsalli poszt egyre inkább a parancsnoki tisztséggel társult. A marsall feladata volt, hogy őrizze a rendet mind az udvarban, mind a csatatéren, és döntsön a lovagokkal kapcsolatos ügyekben. Katonai vezetőként fokozatosan növekedett a hatásköre, s a királyi seregek parancsnoka, az állam egyik legmagasabb rangú katonája lett.
A rendfokozatok fejlődésével (és szokásos „inflálódásával”) a marsalli rangot is két fokozatra osztották azzal, hogy a „rendes” marsall (maréchal de camp, field marshal, Feldmarschall, tábornagy) fölött létrehozták a Franciaország marsallja (marescellus Franciae, maréchal de France) tisztséget, II. Fülöp uralma idején.
A marsall az ország egyik leghatalmasabb ura lett. A francia marsallok száma fokozatosan emelkedett: a 13. században csak kettő volt, a 16. században már négy, a 18. században pedig húsz marsall volt. A francia forradalom idején, 1793-ban a tisztséget megszüntették, 1804-ben viszont Napóleon 18 császári marsallt nevezett ki. Később a marsalli rangot már csak háborúban lehetett kiérdemelni.
Bár a marsalli hivatal a 12. században Angliában is megjelent, a tábornagyi rangot csak 1736-ban vette át a németektől és vezette be a brit hadseregben II. György király. A rang csak néhány katonai vezető kiváltsága lett, mint például a birodalmi vezérkari főnöké.

## A Szovjetunióban
A Szovjetunió Munkás-paraszt Vörös Hadseregében 1935-ben vezették be a legmagasabb parancsnoki rendfokozatokat, és ezek legmagasabb, hatodik szintje a Szovjetunió marsallja elnevezést kapta. 1940-ben áttértek a más hadseregekben szokásos tábornoki rendfokozatokra, ezeknek négy fokát létrehozva, de legmagasabb rendfokozatként megőrizték a marsallit. A fegyvernemek (tüzérség, légierő, harckocsicsapatok, rádiócsapatok, műszaki csapatok stb.) és egyéb fegyveres szervek (határőrség stb.) tábornoki rendfokozatai a tiszti rendfokozatokhoz hasonlóan külön megjelölést kaptak az elnevezésben, például tüzérségi vezérezredes, és az egyenruhán és a rangjelzésben is megkülönböztető jelzéseket kaptak. E fegyvernemek és testületek tábornokai eleinte csak az első három rendfokozatot (vezérőrnagy, altábornagy, vezérezredes) kaphatták meg, 1943 elején azonban a fentebb felsorolt öt fegyvernem számára létrehozták a fegyvernemi marsall (tüzérségi marsall, légierő marsallja stb.) rangot, mely az általános tábornoki rendfokozatok közül a negyedikkel, a hadseregtábornokival volt azonos szintű. Még ugyanazon év őszén az e fölött álló fegyvernemi főmarsall fokozatot is létrehozták. Ez utóbbi a protokoll szerint nem volt teljesen egyenrangú a Szovjetunió marsallja rendfokozattal, mégis lényegében egy szinten állt vele, mivel a fegyvernemi főmarsallokat nem lehetett előléptetni a Szovjetunió marsalljává.
Szinte kizárólagos szabály volt, hogy a fegyvernemi tábornokokat a vezérezredesi tábornoki állománykategóriából egy magasabba a megfelelő marsalli majd főmarsalli rendfokozatba léptették elő, míg az általános vezérezredesi rendfokozat után a hadseregtábornok majd a Szovjetunió marsallja következett az előléptetési sorban. Ettől a szabálytól a Szovjetunió egész története során egyetlen alkalommal tértek el, amikor 1983-ban Vlagyimir Fjodorovics Tolubko hadseregtábornokot, a stratégiai rakétacsapatok parancsnokát tüzérségi főmarsallá nevezték ki.
A második világháború győztes lezárását követően 1945 júniusában hozták létre Sztálin számára a generalisszimusz rangot. Az ő halála után ez betöltetlen maradt, formálisan csak 1993-ban szüntették meg. Magas rangú katonatisztek mellett Sztálinon kívül több más politikai vezetőt is marsalli kinevezésben részesítettek „érdemeikért” (valamint a hadiipar irányításában tevékenykedő Usztyinovot), utoljára közülük 1976-ban Leonyid Brezsnyevet.
A Szovjetunió marsallja rendfokozatot összesen 41-en kapták meg, közülük egyet előléptettek (Sztálint), hatot pedig lefokoztak (majd kivégezték őket, köztük Kulik először csak a lefokozás sorsára jutott, majd évekkel később perbe fogták és kivégezték), de ez utóbbiak közül négy a halála után visszakapta rangját. Utolsóként Dmitrij Jazov, a Szovjetunió utolsó honvédelmi minisztere kapta meg e rendfokozatot 1990-ben, és ő is hunyt el utolsóként az egykori szovjet marsallok közül 2020-ban. Oroszországban a Szovjetunió marsallja rendfokozatot egyenrangúnak tekintették az Oroszországi Föderáció marsallja rendfokozattal, melyet csupán egyetlen alkalommal, Igor Dmitrijevics Szergejev akkori honvédelmi miniszternek adományoztak 1997-ben. A fegyvernemi főmarsalli rendfokozatot összesen tizenhárman kapták meg (négyen a tüzérségnél, heten a légierőnél és ketten a harckocsicsapatoknál, a rádió- és a műszaki csapatoknál ténylegesen soha nem adományozták), fegyvernemi marsallá pedig összesen 63 tábornokot léptettek elő (ebből a tüzérségnél 13, a légierőnél 32, a harckocsizóknál 8, a híradósoknál 4, a műszakiaknál pedig 6 volt a számuk).